# Lycaeides montanus
Lycaeides montanus är en fjärilsart som beskrevs av Yagi 1915. Lycaeides montanus ingår i släktet Lycaeides och familjen juvelvingar. Inga underarter finns listade i Catalogue of Life.